# Angina tonsillare
Per angina tonsillare (dolore soffocante delle tonsille) in campo medico, si intende una forma acuta di infiammazione delle tonsille, che di prassi comune viene associata alla patologia propria della faringite in maniera impropria.

## Epidemiologia
Colpisce prevalentemente i bambini in età scolastica e meno comunemente si esprime negli adulti.

## Tipologia
Esisteva una vecchia distinzione delle angine (bianche e rosse a seconda dell'eziologia se batterica o virale), ormai ritenuta inutile anche perché possono facilmente trasformarsi velocemente da rosse a bianche.

## Sintomatologia
I sintomi e i segni clinici presentati sono vari e comprendono: disfagia, odinofagia, febbre, comparsa di ascessi.

## Eziologia
Inizialmente i virus quali adenovirus, echovirus, virus parainfluenzali, ecc., possono alterare i batteri presenti nella faringe e quindi causare un'infezione batterica e provocare l'angina. Insorge spesso durante un periodo influenzale come complicanza, grazie ai batteri streptococchi, stafilococchi, pneumococchi e Neisseria.

## Esami
Gli esami vengono effettuati per differenziarla dalle altre forme di tonsillite:
- Esame ematochimico, dal quale si rileva aumento di VES e leucocitosi neutrofila.
- Esame di coltura batterica per le forme più persistenti ed una più esatta diagnosi.

## Terapia
La terapia consiste nella somministrazione di antibiotici quali penicillina e cefalosporine solo in caso di origine batterica. Il trattamento chirurgico specifico (la tonsillectomia) viene indicato soltanto per le forme con più alta frequenza degli episodi.